# Warhammer: Vermintide 2
 (décembre 2023).
Si vous disposez d'ouvrages ou d'articles de référence ou si vous connaissez des sites web de qualité traitant du thème abordé ici, merci de compléter l'article en donnant les références utiles à sa vérifiabilité et en les liant à la section « Notes et références ».
Warhammer: Vermintide 2 est un jeu vidéo de tir à la première personne coopératif sorti le 8 mars 2018. Il a été développé et édité par le studio Fatshark.